# 墨攻
『墨攻』（ぼくこう、ぼっこう）は、酒見賢一の歴史小説。
1991年3月1日に新潮社より単行本が出版された。1994年6月29日には新潮文庫版が、2014年4月10日には文春文庫版が刊行された。

## 概要
戦国時代の中国を舞台に、平和を説き、戦争で助けを求められればあらゆる手段で依頼者を守るスペシャリストの集団、墨子教団に属する男の活躍を描いた歴史小説。
第104回直木賞候補作となり、1992年に歿後五十年中島敦記念賞を受賞している。
「墨攻」という単語は、酒見が「墨守」という言葉を転じた造語である。また、台湾で2006年に出版された漫画版の単行本や映画はどちらもタイトルが「墨攻」であるが、香港で発行された単行本のタイトルは「墨子攻略」になっている。

## メディアミックス
1992年から1996年にかけて、この小説を原作とした作画森秀樹、脚本久保田千太郎による漫画が「ビッグコミック」（小学館）において連載された。
2006年より日中韓の合作映画『墨攻』（アンディ・ラウ主演、ジェイコブ・チャン監督）が公開されたが、こちらは森秀樹の漫画版の方を原作としている。
押井守によれば、1991年頃にスタジオジブリで押井を監督に起用した映画化が検討され、近藤勝也によるイメージボードも制作されたが、実現しなかったという。

## あらすじ
兼愛・非攻などの思想を説き、墨子が築いた墨家であるが、鉅子（きょし）の尊称で呼ばれた指導者も、3代目・田襄子の代となると徐々にその体質を変え腐敗し、権力と結びつく道をとろうとしていた。
そんな中、大本である墨子の思想を貫こうとする革離は、趙・燕両国に挟まれた小国で趙軍に攻められている梁城城主・梁渓からの依頼により、田鉅子の命に背いて単身梁城に乗り込み、趙の大軍を相手に梁城を守ることとなる。
墨家の協力が得られないまま、革離はたった一人で梁城の民をまとめあげ、巷淹中将軍率いる趙軍を相手に奮戦する。

## 主な登場人物
革離（かくり）
本作の主人公である墨者。不穏な野心を持つかに見える田襄子の下、しだいに墨子の教えから離れつつあった墨家集団に逆らい、単身で梁城の防衛に赴く。本来の墨子集団は、複数人からなるチームがそれぞれの専門分野を担当して守城を行っていた。しかし命令に反する形で現地に赴いた革離は、旧弊で固まった軍事的にはあきらかに非力な城を、全て自分一人の指揮で守護しきらなければならなくなった。自陣に数倍する趙の大軍からの攻撃には、邑民4500を分けての部隊統率、穴攻戦術への対抗策、大型攻城兵器の破壊などの指揮すべてをひたすら不眠不休で成し遂げ、こと戦闘においては超人的なスペシャリストであることを存分に示し続ける。しかし守城の先行きにも目処がついたかに見えた時、思いもよらない方向から飛んできた一本の矢が彼の運命を決することとなった。
小説では革離のようなスペシャリストは墨家の中に珍しくなく、特記するような人物ではなかったとして物語を締めくくっている。漫画版においては変質していった墨家と対決した恐るべき人物として描写され、やがては日本の歴史にも関与する存在となる。
薛併（せつへい）
墨者。墨家においては政治の面を担当し、田襄子の側近としても働く人物。田襄子に秦への軍事協力を吹き込み、よって墨家集団を変質させた張本人とされる。革離を融通の利かない戦闘職人と見下す一方、革離からも儒者くずれの小人として忌み嫌われている。小説ではあっさりと殺される小悪党であるが、漫画版では墨家を事実上支配する巨悪として革離の前に立ちふさがる。
巷淹中（こうえんちゅう）
趙の将軍。字は伯魯。梁城への侵攻を指揮する勇猛果敢な歴戦の名将。本来は攻城戦の名手としても知られていたが、墨者の守りが余りにも堅く、舌を巻く。守御者を高く評価しつつもさまざまな攻城術を駆使し、飽くまで梁城を攻略することに意欲を見せる。
梁適（りょうてき）
梁城の城主である梁渓の息子。怠惰で好色な父親を軽蔑している。覇気のある若者だがその反面やや世間知らずでもあり、趙の大軍に自力で勝てると思っている。そのため家臣が勝手に呼んでしまい、しかも領民の心まで易々と掴んでしまった墨者の革離に対しては、嫌悪感や警戒心を隠そうともしない。漫画版では梁城攻防戦の中で、次期城主として人間的にも大きく成長していく。
梁渓（りょうけい）
梁城の城主。梁適の父。守護のためには城中の実権を渡していただきたいと革離に迫られ、渋々それに従う。戦中においても女色に逃避先を求めるばかりで、息子である梁適からも内心蔑まれる。

## 書誌情報
- 『墨攻』
  - 単行本（新潮社、1991年3月発行、ISBN 978-4-04-110136-0）　
  - 文庫本（新潮文庫、1994年6月発行、ISBN 978-4-10-128112-4）　
  - 文庫本（文春文庫、2014年4月発行、ISBN 978-4-16-790071-7）

## 漫画
作画は森秀樹、脚本は久保田千太郎。「ビッグコミック」（小学館）において1992年から1996年にかけて連載された。戦国時代初期を舞台とした原作と異なり、秦が天下統一に動いた戦国時代末期・秦代初期を舞台としている（梁城も独立国ではなく、燕国の一城扱いである）。また、梁城の落城で終わった原作と違い、途中からオリジナルストーリーとなり（ただし、原作の末に書かれたその後の墨家の運命を題材として、話を膨らませている）、鼠編・邯鄲編と続く。
第40回（平成6年度）小学館漫画賞受賞。

### 漫画版あらすじ
（梁城編以降）見事に梁城を守り切った革離であるが、彼を梁城に迎えたいという梁適や城民の願いをよそに、いずこへと去って行く。やがて彼は秦へ軍事協力を行う、事実上薛併が率いる墨家と対決していく。雲荊、蘭鋳、娘という協力者を得て、梁城攻防戦の時は敵対した趙の邯鄲を守るために戦うが、墨家の「虫部隊」の前に敗北する。それでもなお墨家と敵対する革離は、最後にある行動に出る。

### 単行本
- 墨攻 （全11巻・小学館ビッグコミックス）
- 墨攻 （全8巻・小学館文庫）

### 漫画版のみの登場人物
梁城編での登場人物は梁魁のみ。それ以外はそれ以降に登場する。
梁魁（りょうかい）
梁渓の長男で梁適の兄。豪放磊落な性格で、先祖の宝を金に変えて博打に明け暮れ勘当されていたが、国の一大事を見過ごせず仲間を連れて帰参した。孫子の兵法に通じた武人であり、同門の客人を共に連れて帰るが、なぜか客人は帰参エピソード以外では登場しない。戦う術を教える孫子の梁魁と、不戦の教えを守る革離とは水と油だったが、はじめは敵対していたものの革離の能力を認め梁城の戦闘隊長として活躍するようになる。城に潜入した敵兵に致命傷を負わされ、単独で敵陣に潜入、巷淹中将軍を暗殺しようとするが失敗する。自分の亡骸を梁の民に知られたくないから、自分の亡骸は易水に捨ててくれとの遺言を巷淹中が聞き入れ、易水の流れに葬られる。しかし彼の遺骸は梁の民に発見され、梁に害を及ぼすこととなる。
雲荊（うんけい）
20歳。革離が治水工事に協力していた韓と楚の国境にある村の青年。元々余所者である自分に対する村人の接し方に反発を覚え、革離への共感もあり、行動を共にすることとなる。
蘭鋳（らんちゅう）
25歳。韓の町に住んでいた百姓。侵攻してきた秦軍の兵士らに妻を強姦された上に惨殺された遺恨を晴らすため、戦災孤児を集めて秦軍に対してゲリラ活動をしていたところ、革離と出会い、行動を共にするようになる。
娘（にゃん）
女間者。姉妹で秦に潜入していたが、姉が王翦に陵辱された上、目前で処刑される。その後、革離と共に行動し、次第に彼に惹かれていく。
司路（しろ）
墨者。革離の幼馴染で、墨家の農耕部門を担当している。万人を飽食させる農業技術者でありながら、組織に逆手に取られ、それを軍事技術に置き換えさせられて万民を飢餓に追い込むための「虫部隊」を作らされて幼馴染の革離と対決させられる。最終的に粛清されたが、その知識を活かして墨家に引導を渡した。絶えない戦乱の原因は食糧不足と考え、南方の雑草を改良して米を実らせる稲を開発し、日本列島での革離たちの理想社会の建設を死してなお支えた。
政（せい）
秦の王。墨家と手を結んで天下統一を目論む。革離に2度襲撃され、1度目は影武者で難を逃れたものの、終盤で遂に倒される。以前革離たちが韓で助けた、秦王に酷似した顔の男が影武者として立てられることで、その死は隠蔽される。
王翦（おうせん）
秦の将軍。墨者には及ばないが、間者を邯鄲に差し向けて反乱を扇動させる内部工作や状況把握に長けるなど、切れ者の武将である。一方で助平爺の一面を持っており、娘の姉を慰み者にした上で処刑したことで、娘の恨みを買い、終盤で仇を取られる。

## 映画
日本の劇場窓口で特別鑑賞券を買うと、「墨攻パズル」という特典が付くというキャンペーンが行われていた。
なお、公開前の2006年5月20日、カンヌ映画祭が行われる中、ハイライトシーンで構成された10分間の映像を上映する試写会などのプロモーションイベントが開かれ、世界各国の映画関係者が参加した。

### スタッフ
- 監督：ジェイコブ・チャン
- プロデューサー：黄建新（中国）、王中磊（中国）、徐小明（中国香港）、イ・ジュイック（韓国）、井関惺（日本）
- 撮影監督：阪本善尚
- 編集：エリック・コン
- アクション監督：スティーブン・トン・ワイ
- 音楽：川井憲次

### キャスト
| 役名   | 俳優                         | 日本語吹替     |
| ------ | ---------------------------- | -------------- |
| 革離   | アンディ・ラウ（劉德華）     | てらそままさき |
| 巷淹中 | アン・ソンギ（安聖基）       | 津嘉山正種     |
| 梁王   | ワン・チーウェン（王志文）   | 谷口節         |
| 逸悦   | ファン・ビンビン（范冰冰）   | 甲斐田裕子     |
| 子団   | ウー・チーロン（吳奇隆）     | 宮内敦士       |
| 梁適   | チェ・シウォン（崔始源）     | 竹若拓磨       |
| 牛子張 | チン・シュウホウ（錢小豪）   |                |
| 司徒   | ウー・マ（午馬）             |                |
| 高賀用 | サミー・ハン（洪天照）       |                |
| 東伯   | ユー・チェンフイ（于承惠）   |                |
| 微祥   | シウ・シアントン（徐向東）   |                |
| 蔡丘   | リン・ヨンジエン（林永健）   |                |
| 李樹   | ワン・シュアンパオ（王雙寶） |                |
| 李樹妻 | イエ・ホア（葉華）           |                |

### ノベライズ
- 『墨攻』- 山本甲士、墨攻製作委員会（監修）
  - 単行本（小学館、2006年12月12日発売、ISBN 978-4-09-386180-9）